# Qatar Rail
A Qatar Railways Company, mais conhecida como Qatar Rail, é uma companhia ferroviária estatal, responsável pelo transporte ferroviário no Catar. A companhia pertence e é operada pelo governo do Catar. Fundada em 2011, a empresa é responsável pelo projeto, construção, comissionamento, operação e manutenção de toda a rede e sistemas ferroviários no Catar. 

## Projetos
Os projetos ferroviários da Qatar Rail compreendem o Metrô de Doha, uma rede ferroviária principalmente subterrânea que conecta comunidades dentro de Doha e seus subúrbios, o VLT de Lusail, uma rede de veículos leves sobre trilhos que fornece viagens na nova cidade de Lusail, e o Trem de Passageiros e Cargas de Longa Distância, que conectará cidades do norte e oeste com Doha, e o próprio Catar com os outros países do CCG.